# Epitranus io
Epitranus io är en stekelart som först beskrevs av Girault 1915.  Epitranus io ingår i släktet Epitranus och familjen bredlårsteklar. Inga underarter finns listade i Catalogue of Life.